# WAS-2102
Der WAS-2102 ist ein zwischen 1971 und 1985 produzierter Kombiwagen der von AwtoWAS hergestellten Schiguli-Reihe, er basiert technisch auf dem Fiat 124 Familiare, wurde aber umfassend modifiziert, um den sowjetischen Straßenbedingungen zu entsprechen. Im Export wurde er meist als Lada bezeichnet.

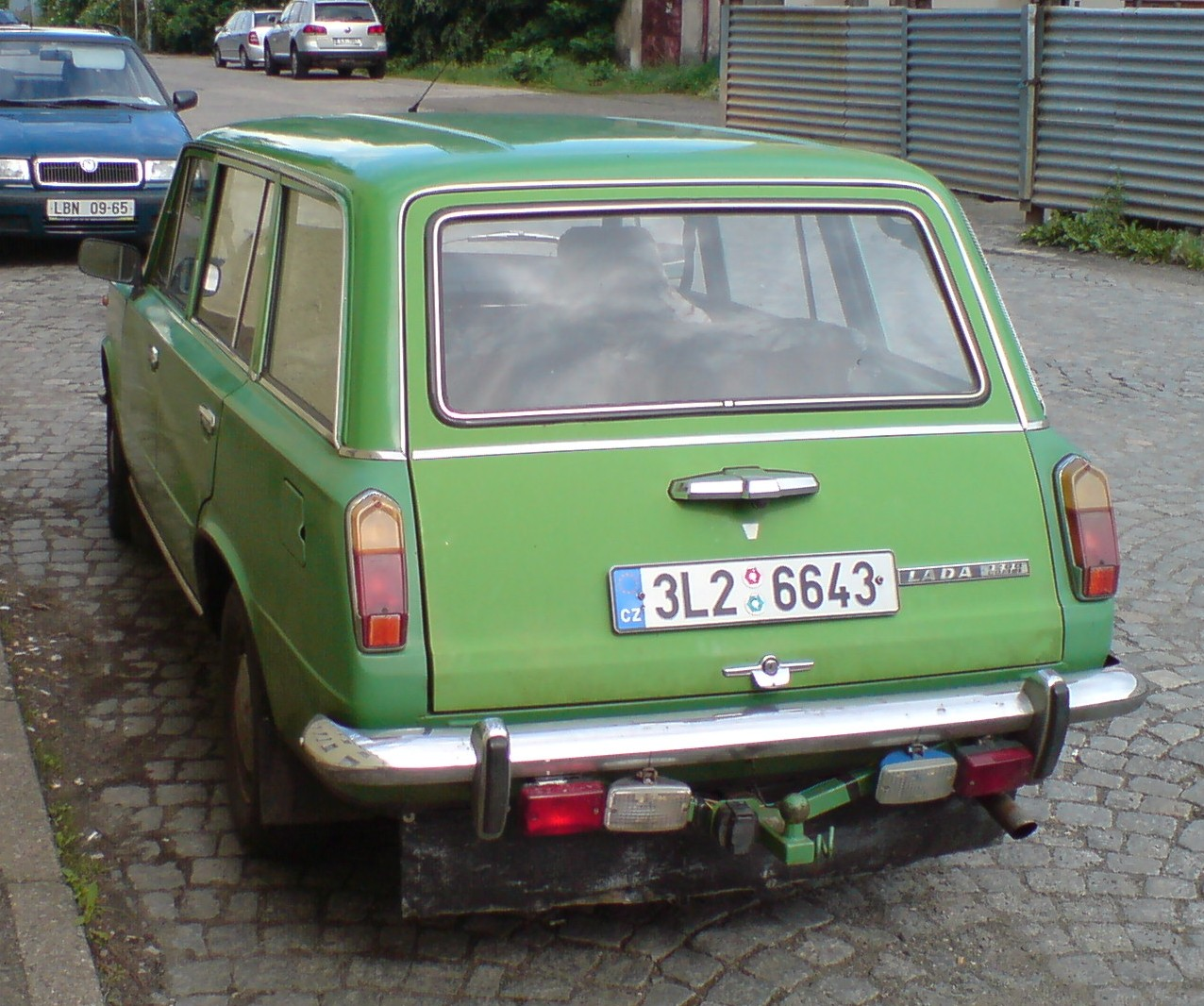
Heckansicht, WAS-21021-01

## Unterschiede zur Limousine
Im Vergleich zur Limousine WAS-2101 hat der Kombi WAS-2102 eine kürzere Achsübersetzung von 4,445 (Limousine: 4,3), die die Zugkraft verbessert, aber die Höchstgeschwindigkeit reduziert. Die Reifen waren etwas breiter (6.45–13 oder 165 SR 13). Aufgrund verstärkter Federn ist die zulässige Hinterachslast höher als bei der Limousine. Der Tank war 6 Liter größer (45 l). Die Hecktür wird nicht von hydraulischen Teleskopstoßdämpfern oben gehalten, sondern von Drehstabfedern, die sich als zuverlässig erwiesen. Bei umgelegter Rückbank ergibt sich eine Ladefläche von 1,6 m.

## Modellvarianten
- WAS-21021: Version mit leistungsgesteigertem Motor aus dem WAS-21011, 1294 cm3, 69 PS (51 kW), 1974
- WAS-21021-01 und -02: Wie WAS-21021, aber mit Innenausstattung des WAS-2103, nur für den Export, 1978
- WAS-21022: Standardausführung für den sowjetischen Markt
- WAS-21023: Ausführung mit Motor aus dem WAS-2103, 1452 cm3, 55 kW, nur für den Export, 1977
- WAS-21024: Wie WAS-21021-02, aber als Rechtslenker, für den Export
- WAS-21026: Wie WAS-21023, aber als Rechtslenker, für den Export

Auf der Basis des WAS-2102 entstand der Elektrowagen WAS-2801.
Im Export in westliche Länder trugen die Fahrzeuge den Markennamen Lada, hatten einen Heckscheibenwischer und Vordersitze mit Kopfstützen.
Der Import des WAS-2102 in die DDR begann 1973.

## Technische Daten
| Kenngrößen                                 | WAS-21022                                   |       |
| ------------------------------------------ | ------------------------------------------- | ----- |
| Masse                                      | 1010 kg                                     |       |
| Maximal zulässige Gesamtmasse              | 1400 kg                                     |       |
| Länge                                      | 4059 mm                                     |       |
| Breite                                     | 1611 mm                                     |       |
| Höhe                                       | 1400 mm                                     |       |
| Radstand                                   | 2425 mm                                     |       |
| Spurweite                                  | 1305 mm                                     |       |
| Reifen                                     | 6.15-13 oder 155 SR 13 oder 165 R 13        |       |
| Motorbaumuster                             | 2101                                        |       |
| Motorbauart                                | Wassergekühlter Reihenvierzylinderottomotor |       |
| Gemischaufbereitung                        | 1 Fallstrom-Registervergaser                |       |
| Hubraum                                    | 1198 cm3                                    |       |
| Bohrung × Hub                              | 76 mm × 66 mm                               |       |
| Verdichtungsverhältnis                     | 8,8 : 1                                     |       |
| Nennleistung (GOST 8.417)                  | 47 kW (64 PS) bei 5600/min                  |       |
| Max. Drehmoment (GOST 8.417)               | 87 N·m (8,9 kp·m) bei 3400/min              |       |
| Höchstgeschwindigkeit                      | 135 km/h                                    |       |
| Beschleunigung (0–100 km/h)                | 22 s                                        |       |
| Kraftstoffverbrauch (kombiniert, l/100 km) | 8,8 l                                       |       |
| Kraftstoffbehältervolumen                  | 45 l                                        |       |
| Kofferraumvolumen                          | 1541 dm3                                    |       |
| Quelle                                     | [ 5 ]                                       | [ 5 ] |

Im März 1980 wurden ein neuer Vergaser (Typ 2105—) und eine Unterdruck-Zündverstellung eingeführt. Daraus ergaben sich bessere Fahrleistungen bei gleichzeitig geringerem Kraftstoffverbrauch.

## Testberichte
Die KFT wertete die nicht parallel zueinander verlaufende B- und C-Säule als gestalterischen Kompromiss, davon abgesehen sei der WAS-2102 ein gelungener Kombiwagen. Die kräftige Heizung ließ sich nicht gut regulieren. Die hoch angeordnete Fondsitzbank schränkte die Hutfreiheit ein. Die Verarbeitungsqualität wurde als sauber bewertet. Der Motor lief mit Werkseinstellung zu fett, was sich in 7 % CO im Leerlauf und einem insgesamt relativ hohen Verbrauch von 10,5 l/100 km äußerte. Der Ölverbrauch war mit 0,17 l/1000 km gering. Die werksseitige Höchstgeschwindigkeit wurde mit 131 km/h (Diagonalreifen) und 135 km/h (Radialreifen) nicht ganz erreicht. Bei angepasster Vergasereinstellung ermittelte das KTA mit durchschnittlich 8,7 l/100 km und 143 km/h Endgeschwindigkeit deutlich günstigere Werte. Als Zugfahrzeug für Anhänger eignete sich der WAS-2102 wegen der robusten Auslegung des Fahrwerks gut, lediglich die Stoßdämpfer wiesen Mängel auf und die Hinterradbremsen wurden durch ungünstige Bremskraftverteilung unzureichend in die Verzögerung einbezogen. Die eher geringe Elastizität des kurzhubigen Motors wurde durch die im WAS-2102 kürzere Achsübersetzung recht gut ausgeglichen.